# 여니엘
여니엘(본명: 이태연, 1990년 4월 23일 ~ )은 대한민국의 가수다.

## 학력
- 동아방송예술대학교 방송연예학과

## 경력
- 2012년 그룹 '쉬즈' 멤버

## 음반
- 2015년 별 바람 햇살 그리고 사랑
- 2017년 5월 주는 나의 길 나의 힘
- 2017년 6월 놀라우신 주 은혜 (욥의 기도)
- 2017년 7월 그 사랑은
- 2017년 8월 승리의 이름 예수
- 2017년 9월 굿모닝 지저스 (Good Morning Jesus)
- 2017년 10월 아버지 내 아버지
- 2017년 11월 세움
- 2017년 12월 하늘엔 주님의 영광이
- 2018년 1월 주의 둘로스
- 2018년 2월 십자가
- 2018년 3월 주님 날 부르시네
- 2018년 4월 성령의 빛
- 2018년 5월 여호사밧의 기도
- 2018년 6월 주의 손 (시편139)
- 2018년 7월 하나님의 선물
- 2018년 8월 기쁨의 노래
- 2018년 10월 양의 문
- 2019년 1월 바라보라
- 2019년 2월 주께서 하셨습니다
- 2019년 3월 내일을 몰라도 괜찮아요
- 2019년 4월 집으로
- 2019년 5월 내가 너를 기뻐하노라 (축복송)
- 2019년 6월 주님만이
- 2019년 7월 축복합니다 (환영송)
- 2019년 8월 비워주소서 (Remake Soft Ver.)
- 2019년 9월 사랑시작
- 2019년 10월 작은새의 노래
- 2019년 11월 신앙고백
- 2019년 12월 새벽예배
- 2020년 1월 베드로의 기도
- 2020년 2월 주의 그림자
- 2020년 3월 하나님은 사랑이시라
- 2020년 4월 주사랑에 웃어요